# Lafayette Parish
Lafayette Parish is een parish in de Amerikaanse staat Louisiana.
De parish heeft een landoppervlakte van 699 km² en telt 190.503 inwoners (volkstelling 2000). De hoofdplaats is Lafayette. Ze grenst in het westen aan Acadia Parish, in het noorden aan St. Landry Parish, in het oosten aan St. Martin Parish en Iberia Parish en in het zuiden aan Vermilion Parish. Het is een van de 22 parishes die samen Acadiana of Cajun Country vormen.

## Bevolkingsontwikkeling

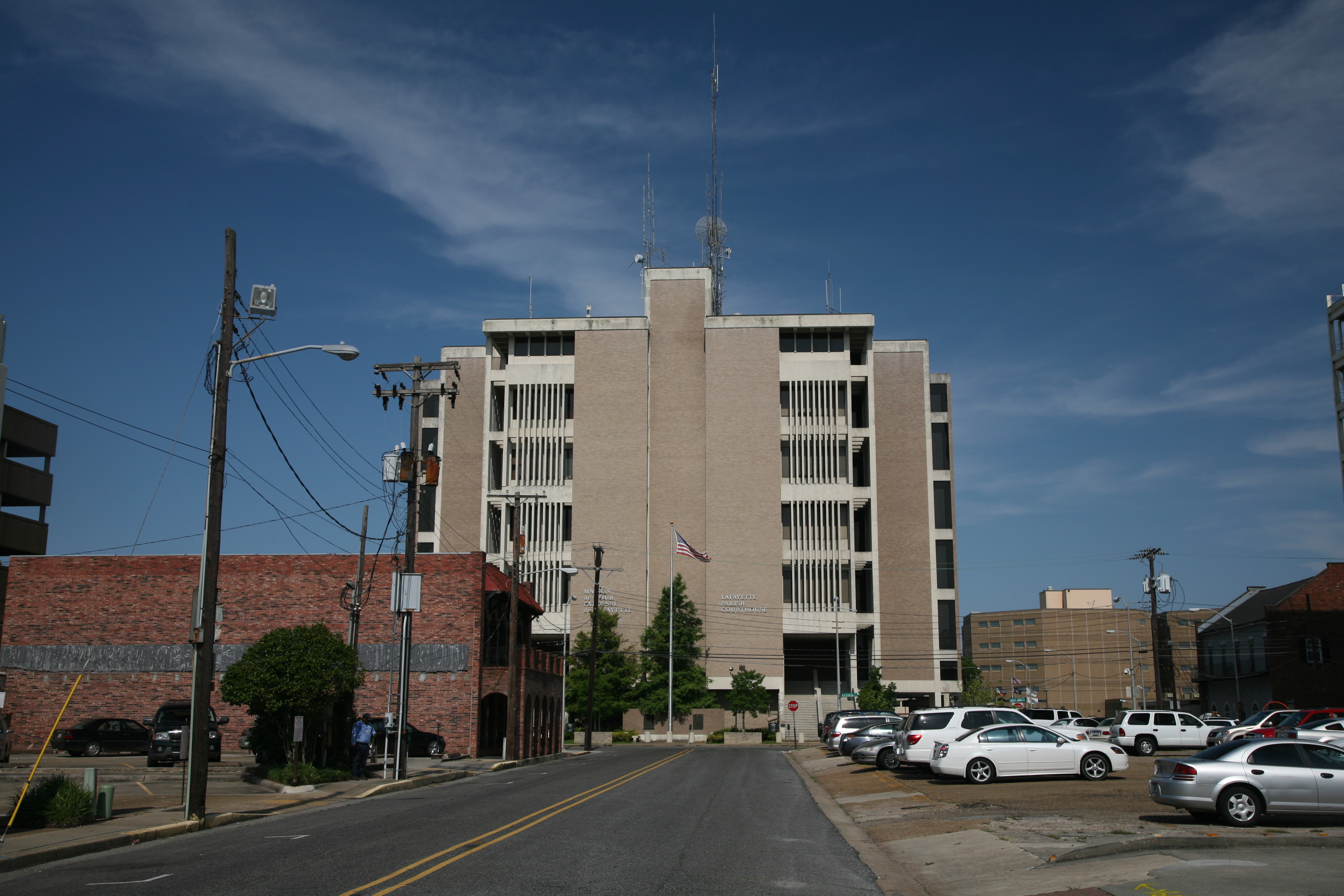
Lafayette Parish Courthouse